# Макарів
Мака́рів — селище Бучанського району Київської області, центр Макарівської селищної громади, розташований на березі річки Здвиж. До 2020 року — центр Макарівського району.

## Населення
- 1864 — 1 880 (православних 585, римських католиків 88, євреїв 1207);
- 1887 — 3 037 (православних 1205, римських католиків 107, євреїв 1725);
- 2024 — близько 15 000.[1]

## Історія
Поблизу Макарова знайдено артефакти й рештки поселень доісторичних епох, виявлено залишки давньоруського Городища Х—XIII століть. Деякі історики та археологи вважають, що на місці сучасного Макарова знаходилося літописне місто Здвижень. Біля сучасного селища проходив один зі Змієвих валів.

### Від початків поселення до святого Димитрія (Туптала)

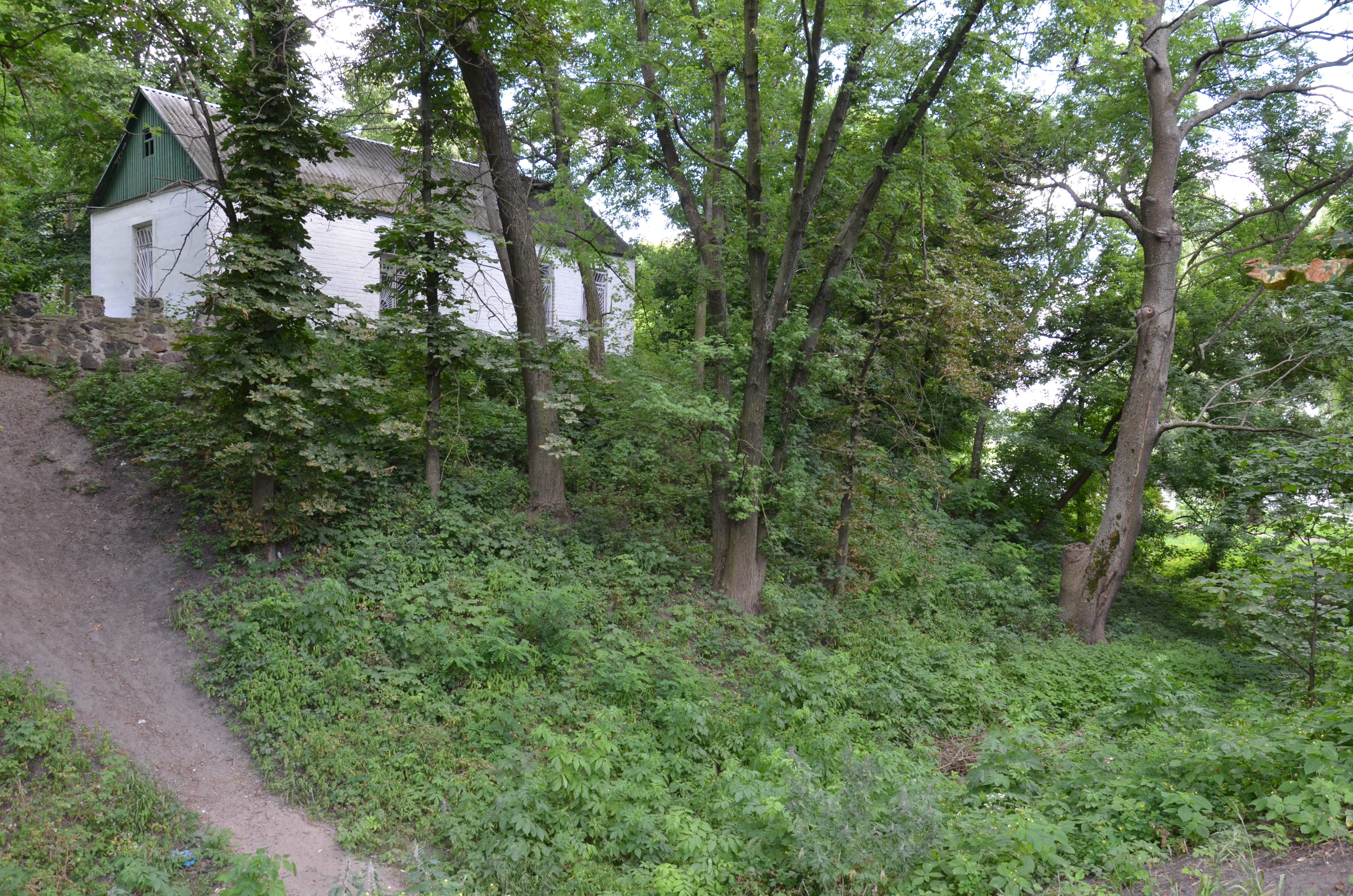
Городище, Макарів, на мисі лівого берега р. Здвиж

Початкова задокументована історія Макарова пов'язана із селом Воронин, яке входило до числа Ясинецьких маєтків литовських феодалів Івашенцевичів (Васенцевичів). Вперше згадується в складі маєтностей Ясинецьких 1506 року. Макар Васенцевич, який став постійно жити у Воронині, змінив своє прізвище на Макарович, а назву села на Макарів.
Наприкінці XVI століття Микола (Михайло), онук Макара, перетворив макарівське дворище на фортецю. Через рови перекидалися містки. З півдня замок захищала річка Здвиж. Ім'я наступного власника Макарова, польського коронного стражника Самуеля Лаща, асоціювалося з неймовірною жорстокістю щодо селян.

Скульптура Данила Туптала в Макарові.

Потому великий маєток Макаревичів розділили між собою нащадки цього роду по жіночій лінії — князі Збаразькі, Любомирські і Харленські, зокрема Макарів з околицями дістався Харленським (Харлінським).
Під час Хмельниччини (1648—76) Макарівський маєток Харленських був спалений, а місцеве населення активно долучилося до українського національно-визвольного руху. У 2-й половині XVII століття попри намагання польських панів тримати місцеве населення у покорі воно не раз ще поставало — у середині 1660-х макарівські селяни долучилися до повстання і походів на чолі з овруцьким полковником Дециком; у 1694 році Макарів звільнили козаки Семена Палія. У цей час у містечку діяла Макарівська сотня Київського полку. Цей же період пов'язаний із найвідомішим уродженцем Макарова — церковним і культурним діячем св. Димитрієм Ростовським (Данило Туптало), автора знаменитого Житія святих та ін, на честь якого назване сучасне місто Ростов-на-Дону.
За умовами Прутського трактату (1711) Макарів лишався під владою Польщі. На початку XVIII століття село належало одному з найбільших магнатів Правобережжя князеві Любомирському, згодом — ксьондзеві Каєтану Росцішевському, що в 1768 році (під час Коліївщини), змушений був тікати від гайдамаків на чолі з Іваном Бондаренком, чий загін зайняв Макарів у середині липня 1768 року. Невдовзі народний спротив було жорстко придушено, а ватажка впіймано на храмове свято в Макарові.

### Макарівський замок
В Макарові з XVI по XVIII століття існував замок. В останні роки польського панування в замку розміщувався невеликий гарнізон, озброєний гарматами.

### Від кінця XVIII— до початку XXст.
Унаслідок поділів Польщі (1772, 1793, 1795) Макарів у 1804 став волосним центром Київського повіту Київської губернії. Станом на 1846 рік у ньому мешкали 946 жителів.
У XIX столітті відбувається економічний розвиток Макарова — так у 1866 році тут діяли невеликі підприємства: винокурний, пивоварний і два шкіряних заводи, цегельня. Щороку тут відбувалося 14 ярмарків.
На початку XX століття Макарів уже був великим містечком, яке належало поміщику М. фон Мекку. Жителі Макарівської волості брали участь в російсько-японській війні (1904—5), революції 1905—1907 років, Першій світовій війні, подіях 1917—1920 років.
У 1917 році, зокрема, Макарів став осередком гострої боротьби між місцевими органами Української Центральної Ради і більшовицьким революційним комітетом. Під час Української революції (1917–1921) влада у Макарові змінювалась неодноразово, допоки влітку 1920 року містечко остаточно було окуповано Радянською Росією.
1921 році Макарівщина та Бишівщина анексовані на користь маріонеткової адміністрації Радянської України.

### Макарів в СРСР і за сучасності
1923 Макарів став районним центром у складі Київської округи, від 1932 року — у складі Київської області.

Пам'ятний знак Жертв Голодомору та репресій у Макарові.

У 1920-х роках на Макарівщині розгорталась колективізація, у 1930-х роках на Макарівщині лютував сталінський терор. Під час Голодомору (1932—33) у Макарові та районі відбирався врожай і продукти харчування, внаслідок чого кількість жертв убивства голодом склала 3 450 осіб, з них — 99 дітей. Винні не покарані.
.
У грудні 1940 року в Макарові була організована районна сільськогосподарська виставка, яку відвідали 10 тисяч колгоспників району і делегації 20 районів області.

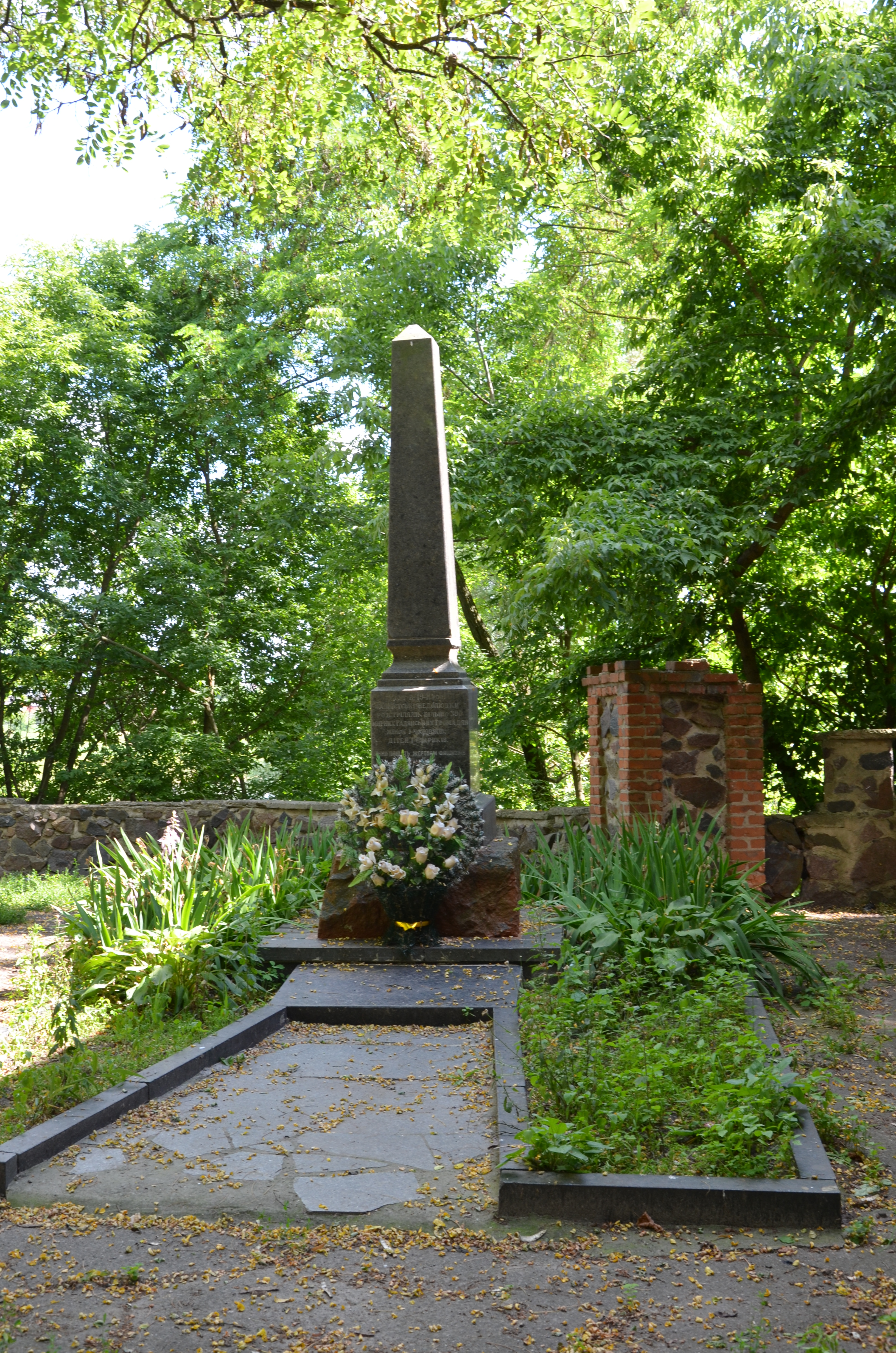
Пам'ятник на місці розстрілу нацистами понад 300 мирних жителів у червні 1941 р.

Під час Другої світової війни Макарів з 10 липня 1941 року по 8 листопада 1943 року під німецькою адміністрацією, перебував у складі рейхскомісаріату «Україна». Значне на той час єврейське населення міста зазнало геноциду з боку німецьких окупантів, як і у багатьох подібних містечках України. На території Макарівського району базувалися партизанські загони С. Ковпака та М. Наумова. У відповідних карних акціях німці розгортали терор проти місцевого українського населення.
У 1950—1960-х роках — спроби відновити господарства Макарова і Макарівщини — створені автопарк, міжколгоспне будівельне підприємство, комбінат комунальних підприємств, ремонтно-будівельну організацію, медичне училище.
Від 1956 року Макарів — селище.
Після Чорнобильської трагедії (1986) Макарів і район прийняв і облаштував численних переселенців.
Від 1991 року Макарів — у незалежній Україні. У 1990—2000-х відбулися значні зміни в економіці міста, але місто і район традиційно лишаються орієнтованими на виробництво і перероблення сільськогосподарську продукцію. Цьому, зокрема, сприяє створений у 2000 році Макарівський сільський сервісний центр, що надає послуги сільському населенню.
2005 соратник Президента Віктора Ющенка Роман Безсмертний (родом з Мотижина Макарівського району) в Макарові презентував розроблену ним адміністративно-територіальну реформу.
Поступово відроджується духовність, розвивається культура — у 2007 році у Макарові був затверджений і прийнятий селищний герб; була відкрита і освячена церква на честь святого Димитрія Ростовського, у якій знаходиться частинка мощей цього святого; встановлено величний пам'ятник на його честь.

### Російське вторгнення в Україну
27 лютого 2022 року в Макарові зафіксовано техніку окупанта, яка мала намір прорватися до Києва. 2 березня 14-та окрема механізована бригада імені князя Романа Великого та 95-та окрема десантно-штурмова бригада звільнили селище та закріпилися у ньому. Проте надалі Макарів перебував під постійними обстрілами окупантів, станом на 25 березня був зруйнований на 70 %.
8 квітня 2022 року, після звільнення Макарова від московитської навали селищний голова Вадим Токар повідомив, що за попередніми підрахунками населений пункт зруйновано на близько 40 %, було виявлено 132 цивільних особи розстріляних російськими катами. Немає жодного неушкодженого адміністративного приміщення.

## Населення

### Мова
Розподіл населення за рідною мовою за даними перепису 2001 року:
| Мова                | Відсоток |
| ------------------- | -------- |
| українська          | 92,8 %   |
| російська           | 6,8 %    |
| інші/не визначилися | 0,4 %    |

## Економіка
Макарівщина традиційно є сільськогосподарсько орієнтованою — основними напрямками сільськогосподарського виробництва є вирощування зернових, зернобобових, технічних культур, в тому числі картоплі та льону, а також виробництво молока і м'яса, вирощування худоби та птиці. Саме з метою покращення соціальної інфраструктури та розвитку послуг в Макарівському районі в 2000 році був створений і успішно діє Макарівський сільський сервісний центр, який надає послуги сільському населенню; також працює кредитна спілка власників особистих підсобних господарств «Господар».

Автостанція «Макарів».

Специфікація економіки зумовила також те, що понад 2/3 у загальному обсязі промислової продукції припадає на виробництво товарів народного споживання, причому на 90 % це харчова і переробна промисловість.
Загалом промисловість колишнього Макарівського району представлена близько 10 основними підприємствами, причому майже всі мають недержавну форму власності. В структурі промислового виробництва пріоритетне місце належить харчовій промисловості. У Макарові, зокрема, працюють хлібозавод, ряд інших незначних виробництв.
Загалом на Макарівщині — понад 200 малих підприємців. До літа 2020 року населення Макарівського району обслуговували 3 стаціонарні ринки і близько 300 об'єктів торгівлі та громадського харчування.
Макарів має автомобільне і автобусне сполучення із Києвом та сусідніми райцентрами Київщини та Житомирщини. У селищі функціонує автостанція. Найближчою залізничною станцією для Макарова є станція «Бородянка», на відстані 25 км у сусідньому райцентрі Київщини смт Бородянці.

## Соціальна сфера: медицина і освіта
Медичне обслуговування населення Макарова та громади здійснюють Макарівська центральна районна лікарня та Макарівський центр первинної медико-санітарної допомоги. Вже за незалежності України у центральній лікарні відкрито оснащене реанімаційне відділення, укомплектовано сучасним обладнанням кабінети ультразвукової та функціональної діагностики, ендоскопічний кабінет.
У Макарові діє мережа навчальних закладів — загальноосвітніх, дошкільних, позашкільних і спеціальних.

Дитсадок «Барвінок»

Макарівські загальноосвітні заклади:
- Макарівський навчально-виховний комплекс «загальноосвітня школа І-ІІІ ступенів — природничо-математичний ліцей» (директор Українець Надія Миколаївна; вул. Піонерська, 3);
- Макарівський навчально-виховний комплекс «загальноосвітня школа І ступеня — районна гімназія» (директор Ковалінська Оксана Анатоліївна; вул. Ватутіна, 10).

Дошкільні навчальні заклади Макарова:
- Макарівський ДНЗ «Барвінок» (вул. Ватутіна, 13) (зруйнований у березні 2022 р. російськими військами);
- Макарівський ДНЗ «Теремок» (вул. Проектна, 10а) (зруйнований у березні 2022 р. російськими військами);
- Макарівський ЦРД «Пролісок» (вул. Проектна, 5).

Позашкільні освітні заклади в Макарові:
- Центр творчості дітей та юнацтва імені Д. Туптала (керівник Бельмега Любов Олександрівна; вул. Димитрія Ростовського, 37);
- Дитячо-юнацька спортивна школа (директор Вдовиченко Сергій Григорович; вул. Димитрія Ростовського, 27);
- Міжшкільний навчально- виробничий комбінат (вул. Димитрія Ростовського, 60).

На базі колишнього дитячого будинку «Барвінок» у 2011 році було створено новітній заклад — Макарівський центр соціальної підтримки для дітей та сімей «Промінь надії»
Вищу освіту (профільну) в Макарові можна здобути у Макарівському медичному коледжі.

## ЗМІ

Логотип газети «Макарівські вісті»

Місцеві засоби масової інформації у Макарові:
- газета «Макарівські вісті» — видається з 1932 року;
- газета «Макарівський вісник» — видається з 2021 року;
- ТРК «Авіс» — засновником і керівником є Вареник Юрій Олександрович; мовлення здійснюється 4 години на добу щоденно, окрім понеділка; фактичне покриття включає не лише колишній Макарівський, а й колишній Бородянський та Фастівський райони.
- приватна суспільно-політична газета «Макарів Діловий»
- приватна суспільно-політична газета «Рідні Обрії»[16].

## Культура, краєзнавство, фестивалі

Районний будинок культури.

Макарівська Центральна районна бібліотека для дітей

Кінотеатр «Ольвія».

### Творчі колективи, краєзнавство і фестивалі
Творчі колективи Макарова:
- аматорський фольклорний колектив «Чебреці» (художній керівник — Гончаренко Галина Федорівна, заслужений працівник культури) — дав близько 20 повних самостійних концертів, бере участь у різноманітних фольклорно-етнографічних і культурних фестивалях, оглядах, заходах.
- аматорський хореографічний колектив «Ясочка» (керівник — Смоленська Оксана Анатоліївна) — бере участь у концертах, присвячених відзначенню державних та професійних свят.
- хоровий ансамбль «Свят-коло» (керівник — Степурко Віктор Іванович, член спілки композиторів України) — започатковано і проведено перший фестиваль духовної музики ім. Данила Туптала; бере участь у концертах та урочистостях.

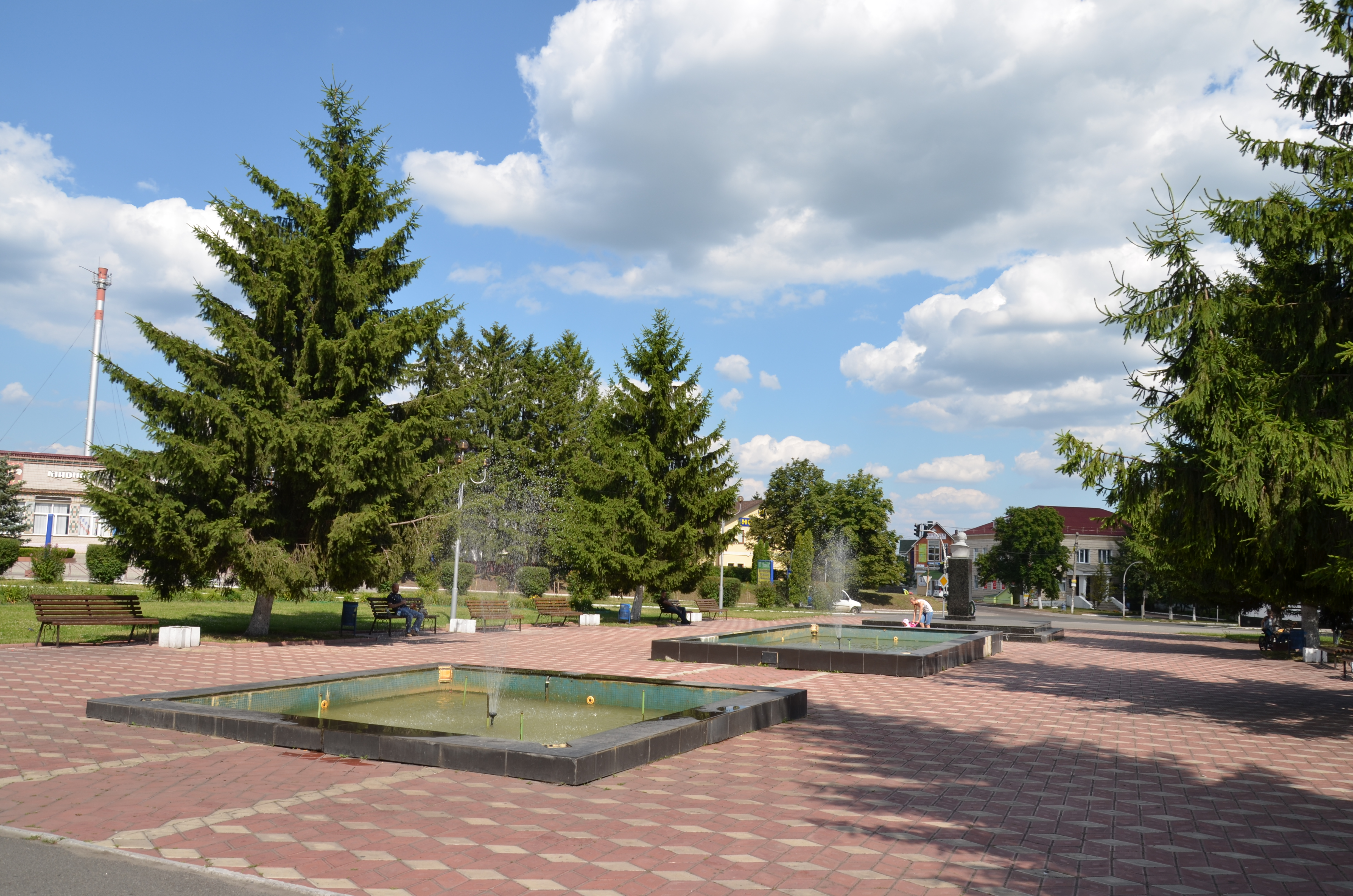
Сквер біля пам'ятника Тарасу Григоровичу Шевченку

У Макарові функціонує краєзнавчий клуб «Пошук» під керівництвом Д. Нетреби. Для підростаючого покоління щороку в селищі проводиться туристичний зліт юних туристів «Козацькі походи».
Серед інших місцевих свят і фестивалів, які організуються і проводяться останнім часом (2000-ні) у Макарові:
- Фестиваль духовної музики імені Данила Туптала. Узагалі в містечку розробляється проект духовно-історичного культурно-освітнього центру імені Дмитрія Ростовського, куди мають увійти пам'ятник і проектований музей землякові, духовна бібліотека;
- театралізоване дійство «Ось і прийшла до мене неділенька зелена», що відбувається щочервня на Зелені Свята на центральній площі Макарова, біля районного будинку культури;
- щолипневе театралізоване свято на березі Здвижу в Панському парку «Ой на Івана, ой на Купала».

## Релігія
Православні церкви Макарова:

Свято-Дмитріївська церква

- Свято-Дмитріївська церква — храм на честь Святителя Дмитрія (Туптала), митрополита Ростовського Української Православної церкви Київського Патріархату почали будувати в 2004 році; освячення храму здійснив 10 листопада 2007 року Святійший Патріарх Київський і всієї Руси-України Філарет у співслужінні архиєпископа Переяслав-Хмельницького Димитрія, благочинного району та настоятеля протоієрея Богдана Лисиченка, чисельного духовенства міста Києва та єпархії[19]. 27 жовтня 2010 року настоятель храму протоієрей Богдан Лисиченко змінив установчі документи та перейшов до Української Православної Церкви (Московського патріархату). Представники УПЦ КП назвали це «рейдерським захопленням», конфлікт не вичерпано й досі[20][21].
- Свято-Іллінська церква (ПЦУ) — як парафія (Свято-Іллінська) у Макарові бере початок у XIX столітті; існував дерев'яний храм, зведений 1881 року на місці більш давньої церкви середини 18 століття, збудованоЇ, у свою чергу, на місці ще більш давнього храму. Будівництво кам'яної церкви для потреб відновленої 1991 року релігійної громади під патронатом УПЦ МП[22] було розпочато на початку 1990-х років; освячено храм у серпні 2007 року[23].

Метричні книги, клірові відомості, сповідні розписи церкви св. Іллі м-ка Макарів Київського пов. Київської губ. зберігаються в ЦДІАК України.
- Церква Першоверховних апостолів Петра і Павла (ПЦУ) — парафія Переяслав-Хмельницької єпархії УПЦ Київського Патріархату, зареєстрована 27.12.2013 р. Від грудня 2018 року — у складі ПЦУ.

В березні 2022 року храм святих апостолів Петра і Павла в смт. Макарів, що знаходиться на Городищі біля історико-краєзнавчого музею, зазнав пошкоджень. У церковній будівлі були вибиті вікна. На східній стороні, у безпосередньому сусідстві з церквою, на ґрунті присутній слід попадання снаряду з важкої зброї.
15 квітня 2022 року селище Макарів відвідав Предстоятель Української Православної Церкви (ПЦУ) Митрополит Епіфаній, який звершив у храмі святих першоверховних апостолів Петра і Павла молебень за Україну. Також помолився за всіх полеглих наших захисників та закатованих і вбитих мирних жителів.

## Архітектура

Барельєф на фасаді Макарівського районного будинку культури

У центральній частині селища збереглися окремі споруди забудови часів Російської імперії. Найбільшими є виробничі приміщення Макарівського хлібзаводу — два прибудовані один до одного двоповерхові виробничі корпуси із відповідним оформленням фасадів. Ці споруди в минулому були броварнею — пивоварним заводом..
Окрім того, декілька житлових будинків межі XIX-ХХ століть збереглися на початку вулиці Фрунзе.
Забудова селища — переважно сільська, втім центральна частина справляє приємне враження охайного містечка завдяки, в першу чергу, вдалій організації 2 площ, а також оточуючій забудові — окремі будівлі сталінського періоду (з характерним для них виглядом), успішно перемежовані з модерними будинками, тобто відсутність зразків шаблонної (зокрема для райцентрів) сірої радянської забудови 1970-х років, якщо і є, то в реконструйованому вигляді; пануючим кольором у середмісті Макарова є білий (світлий) — колір фасадів значного числа будинків. Домінантою центральної площі є хоча і типовий, але гарний в архітектурному і функціональному плані районний будинок культури, доволі яскраво доповнений барельєфом в українському національному дусі.
Архітектурне обличчя Макарова формують також селищні пам'ятники — у центрі це численні радянські пам'ятники на вшанування подій та учасників німецько-радянської війни та встановлене за незалежності України (2007) погруддя Тараса Шевченка; поряд із центром у районі Свято-Дмитріївського храму створено оригінальну меморіальну ділянку вже у 2-й половині 2000-х років — пам'ятник Святителю Дмитрію (Дмитро Туптало) і пам'ятний знак Жертвам Голодомору і репресій.

## Персоналії
Відомі уродженці Макарова:
- Марченко Сергій Михайлович — 19-й Міністр фінансів України.
- Паламаренко Анатолій Несторович (народився 12 липня 1939) — майстер художнього слова, народний артист України, лауреат Національної премії ім. Т. Г. Шевченка.
- Потапенко Олексій Володимирович (1978—2014) — Герой України, що загинув на Сході.
- Туптало Сава Григорович (1599, Макарів, Київщина — 6 січня ст. ст. 1703, Київ) — сотник макарівський і київський, козацький діяч, благодійник.
- Туптало Данило Савич (Димитрій Ростовський, Туптало Данило, Туптало Дмитро) (грудень 1651, Макарів, Київщина — 28 жовтня ст. ст. 1709, Ростов) — святий, митрополит Ростовський та Ярославський, церковний діяч, вчений, письменник і проповідник. Український письменник, історик, богослов і релігійний діяч.

У Макарові мешкали:
- Василець Олександр Кузьмович (1978—2014) — герой АТО.
- Лящ Самійло (1588—1649) — польський шляхтич, військовий, відомий з вчинених розбоїв та насильств.
- Нетреба Діна Свиридівна (1935—2018) — краєзнавець.
- Палійчук Борис Дмитрович (1913—1995) — український радянський письменник.[26]

Нині проживає лауреат Шевченківської премії, автор численних симфонічних та оперних партитур композитор В. І. Степурко.
Загинули в 2022 році:
- Мрочко Костянтин Васильович (1984—2022) — солдат Збройних Сил України, учасник російсько-української війни, Герой України (посмертно).

## Галерея

Центральна площа Макарова.
У центрі селища.
Поштамт і Макарівське відділення Укртелекому
Свято-Іллінська церква (ПЦУ)
Старий виробничий корпус хлібзаводу
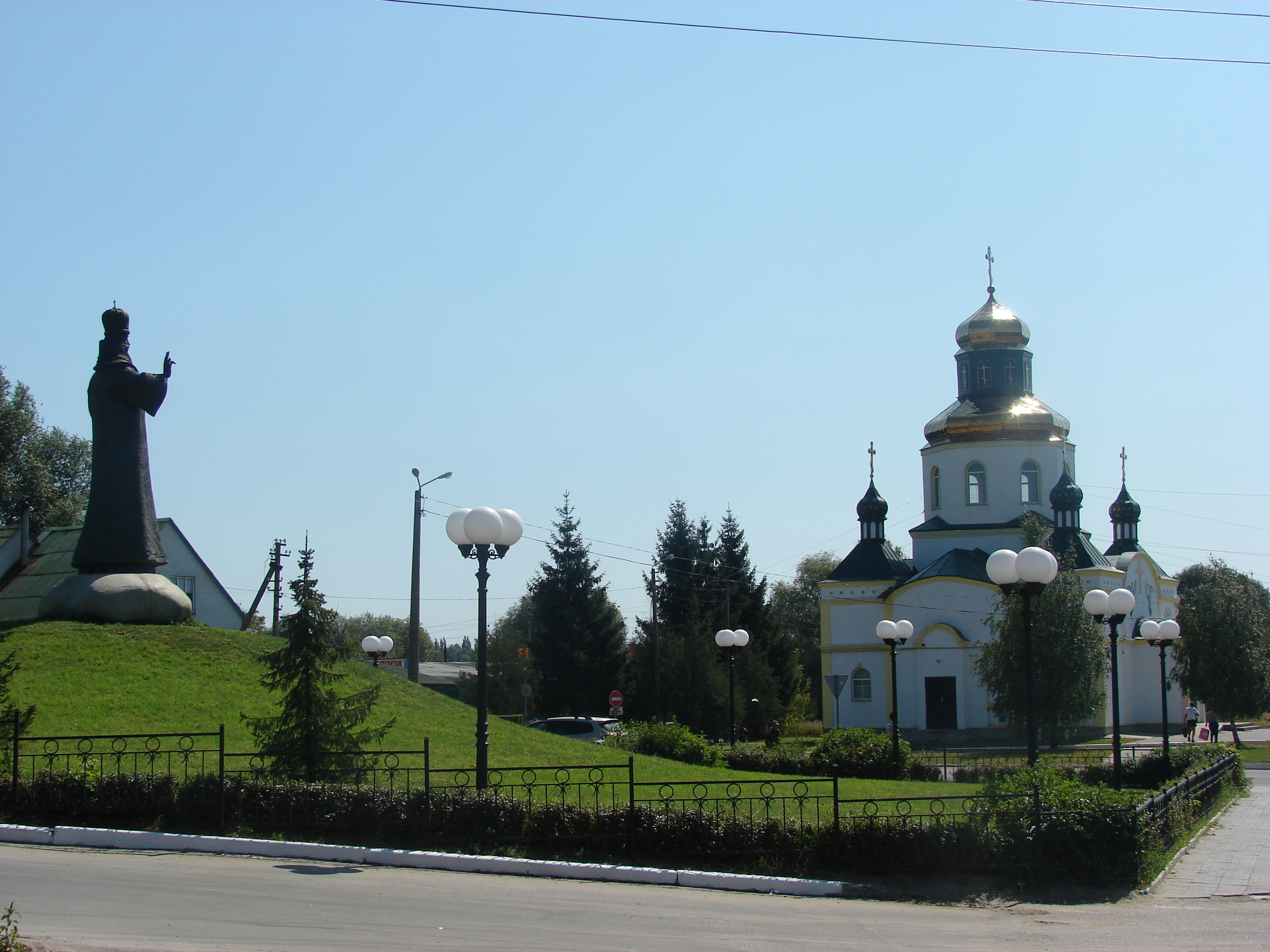
Площа біля автостанції
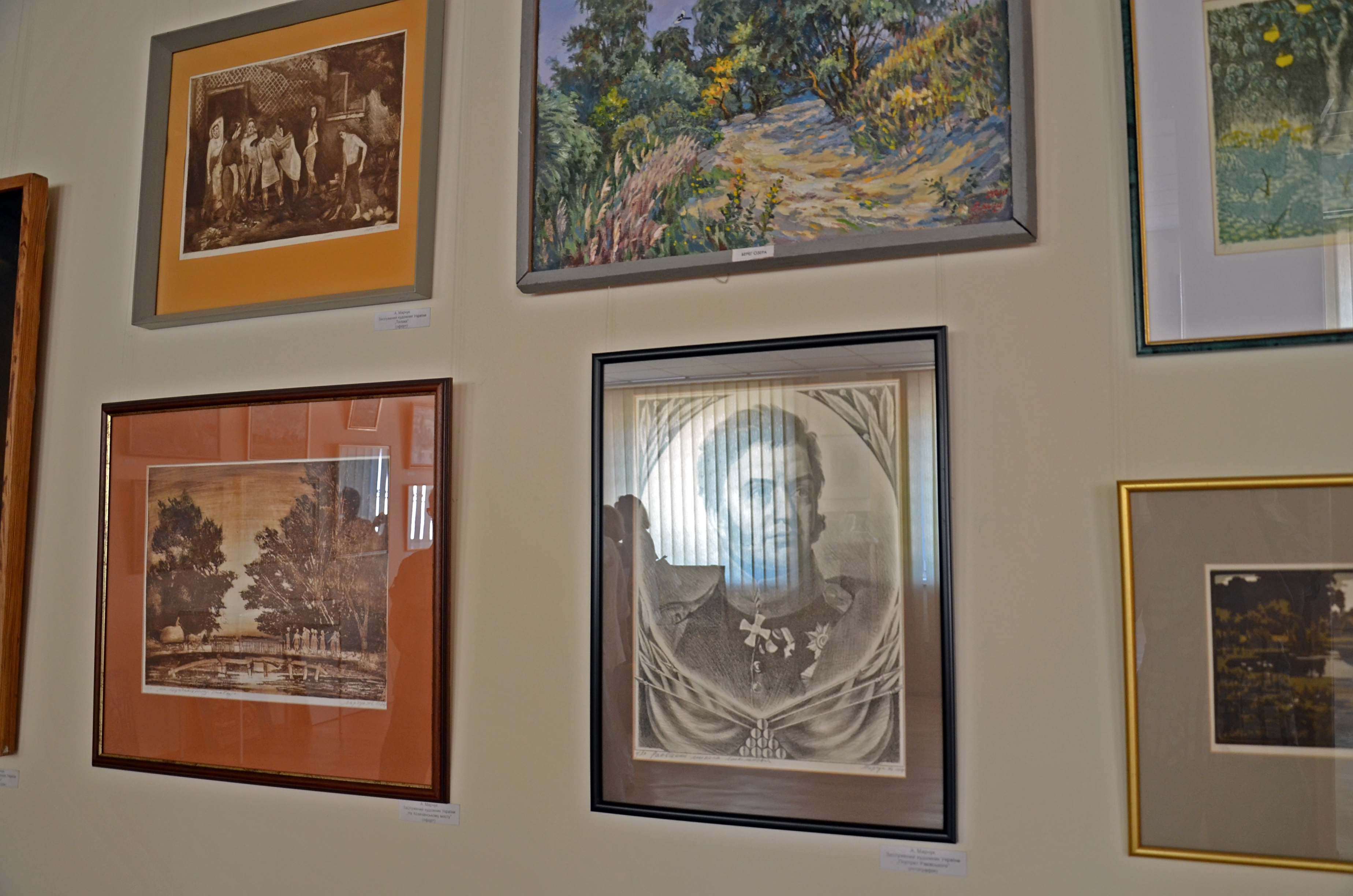
Макарівська картинна галерея
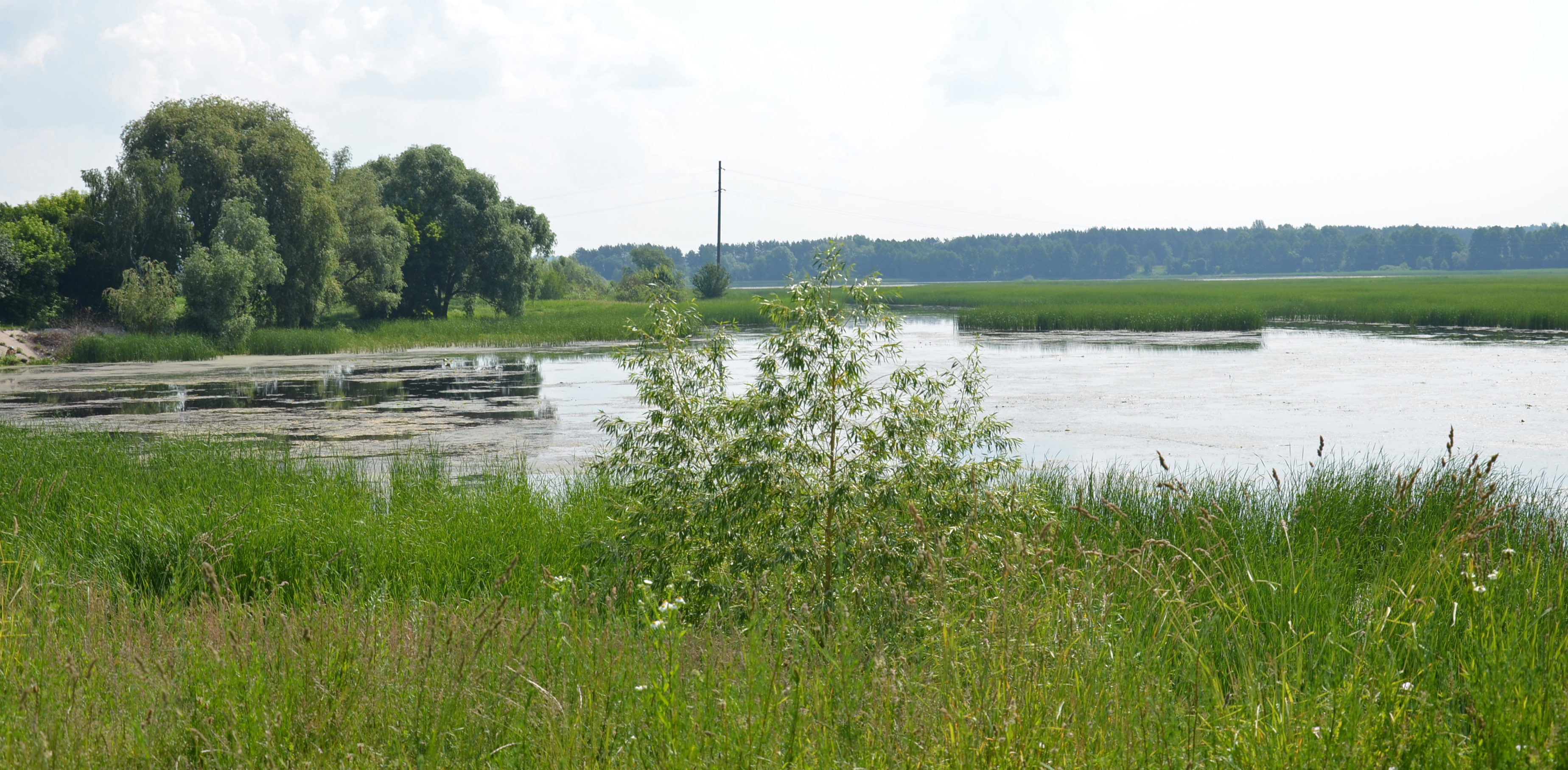
р.Здвиж в Макарові

## Виноски
1. ↑  Макарів був зруйнований на 40%. Як проєкт «Наше місце» повертає його до життя разом із громадою. The Village Україна (укр.). 29 березня 2024. Процитовано 15 березня 2025.
2. ↑  «Механізми» державотворення на Русі // Енциклопедія історії України — «По дорозі, в місті Здвижень (нині Макарів Київської області)». Архів оригіналу за 6 вересня 2019. Процитовано 30 червня 2016.
3. ↑  ШЛЯХИ ЧАСІВ КИЇВСЬКОЇ РУСІ: ТЕМПИ РУХУ НА «ПУТЕХЪ» // Бібліотека наукових статей. Архів оригіналу за 16 серпня 2016. Процитовано 30 червня 2016.
4. ↑  Букет Є. Історія кожного поселення — сягає коренями у глиб століть // Макарівські вісті. — 2012. — 3 лютого. — № 5 (10705). — С. 4-5.
5. ↑  Букет Євген. Іван Бондаренко — останній полковник Коліївщини. Історичний нарис. — Київ: Видавництво «Стікс», 2014. — 320 с. ISBN 978-966-2401-09-7
6. ↑  Перелік населених пунктів Макарівського району та кількість загиблих жителів під час Голодомору 1932—1933 років[недоступне посилання з червня 2019] на Офіційний сайт Макарівської районної державної адміністрації [Архівовано 2 квітня 2015 у Wayback Machine.]
7. ↑  Макарів. На Київськім Поліссі перлинонька сія. // матеріал за 27-10-2009 на mr-brut.livejournal.com (І ти, Брут? Нотатки здивованого журналіста). Архів оригіналу за 23 квітня 2017. Процитовано 11 листопада 2010.
8. ↑  Війська путіна зруйнували Макарів на 70 %. Архів оригіналу за 29 березня 2022. Процитовано 27 березня 2022.
9. ↑  Макарів на Київщині зруйнований на 40%, росіяни розстріляли 132 людини – селищний голова. Тексти. 8 квітня 2022.
10. ↑  Окупанти вбивали мирне населення та ґвалтували дівчат: як живе звільнений Макарів - kyivyes.com.ua (укр.). 6 квітня 2022. Процитовано 29 квітня 2022.
11. ↑  Рідні мови в об'єднаних територіальних громадах України — Український центр суспільних даних
12. ↑  (Інформація) про Макарівський район [Архівовано 16 серпня 2016 у Wayback Machine.] на Сайт смт Макарів [Архівовано 7 квітня 2022 у Wayback Machine.]
13. ↑  Освіта [Архівовано 4 жовтня 2009 у Wayback Machine.] на Офіційний сайт Макарівської районної державної адміністрації [Архівовано 2 квітня 2015 у Wayback Machine.]
14. ↑  Відкрито Центр соціальної підтримки сімей та дітей «Промінь надії». Архів оригіналу за 23 березня 2017. Процитовано 22 березня 2017.
15. ↑  ЗМІ [Архівовано 4 жовтня 2009 у Wayback Machine.] на Офіційний сайт Макарівської районної державної адміністрації [Архівовано 2 квітня 2015 у Wayback Machine.]
16. ↑  Сайт газети «Рідні Обрії» [Архівовано 16 вересня 2013 у Wayback Machine.] створено в Макарів — бізнес довідник [Архівовано 25 березня 2013 у Wayback Machine.]
17. ↑  Культура [Архівовано 2 грудня 2008 у Wayback Machine.] на Офіційний сайт Макарівської районної державної адміністрації [Архівовано 2 квітня 2015 у Wayback Machine.]
18. ↑  Макарівський район // Київщина Туристична. Путівник., К.: «Світ успіху», 2009. — С. 288—289
19. ↑  У м. Макарові освячено храм на честь свт. Димитрія [Архівовано 14 березня 2016 у Wayback Machine.] // інф. за 28 листопада 2007 року на Офіційний сайт Української Православної Церкви (Київський Патріархат) [Архівовано 24 листопада 2010 у Wayback Machine.]
20. ↑  Чи було насправді насильницьке захоплення УПЦ Макарівського Свято-Димитріївського храму?. Архів оригіналу за 22 березня 2012. Процитовано 4 листопада 2012.
21. ↑  «Церковне» рейдерство триває. Архів оригіналу за 25 травня 2011. Процитовано 4 листопада 2012.
22. ↑  Українська православна церква. Свято-Іллінська парафія (смт Макарів) [Архівовано 28 березня 2010 у Wayback Machine.] на Сайт «Громадянське суспільство і влада» (інтерактивна інформаційно-аналітична система) [Архівовано 8 вересня 2010 у Wayback Machine.]
23. ↑  Київська область. Предстоятель Української Православної Церкви освятив Свято-Іллінський храм у місті Макарів. [Архівовано 3 грудня 2011 у Wayback Machine.] // повідомл. за 27 серпня 2007 року на Офіційний сайт Української Православної Церкви [Архівовано 8 липня 2008 у Wayback Machine.]
24. ↑  Архівована копія. Архів оригіналу за 17 грудня 2018. Процитовано 17 грудня 2018.{{cite web}}:  Обслуговування CS1: Сторінки з текстом «archived copy» як значення параметру title (посилання)
25. ↑  Митрополит Епіфаній у Макарові звершив молебень за Україну. 15 квіт. 2022 р.
26. ↑  Макарів // Українська радянська енциклопедія : у 12 т. / гол. ред. М. П. Бажан ; редкол.: О. К. Антонов та ін. — 2-ге вид. — К. : Головна редакція УРЕ, 1981. — Т. 6 : Куликів — Мікроклімат. — 552 с., [22] арк. іл. : іл., табл., портр., карти + 1 арк с. — С. 310